# Прививкова, Людмила Андреевна
Людмила Андреевна Прививкова (р. 13 сентября 1986, Москва) — российская кёрлингистка, заслуженный мастер спорта, скип, двукратная чемпионка Европы, 5-кратная чемпионка России.

## Биография
В детстве Людмила Прививкова занималась художественной гимнастикой. В 12 лет перешла в кёрлинг в ЭШВСМ «Москвич», где тренер Ольга Андрианова в скором времени поставила перспективную спортсменку на позицию скипа. В составе различных команд клуба «Москвич» Прививкова трижды становилась чемпионкой России. С 2005 её постоянными партнёршами по команде являлись М.Фомина и Е.Галкина. В 2017 на чемпионате России выступала в составе команды Краснодарского края и выиграла свой 4-й национальный чемпионский титул. 
С 2001 по 2008 Прививкова выступала за молодёжную сборную России, в составе которой в 2006 году стала чемпионкой мира.
В 2002 году в 16-летнем возрасте дебютировала в национальной сборной России на чемпионате Европы и до 2013 неизменно входила в её состав. За это время спортсменка приняла участие в двух Олимпийских играх, девяти чемпионатах мира, 11-ти чемпионатах Европы, трёх зимних Универсиадах. Дважды на этих крупнейших международных соревнованиях она становилась чемпионкой (чемпионаты Европы 2006 и 2012) и ещё 4 раза выигрывала серебряные и бронзовые медали. С 2005 по 2011 годы являлась скипом сборной.
8 октября 2013 года Людмиле Прививковой было присвоено звание заслуженный мастер спорта России.
В июне 2015 года было объявлено о завершении карьеры Прививковой в сборной России, причиной стал отказ от условия оставить работу и стать профессиональным спортсменом, поставленного старшим тренером женской сборной Сергеем Белановым.

## Достижения

### Со сборными
- Двукратная чемпионка Европы — 2006, 2012;
  - Бронзовый призёр чемпионата Европы 2011.
- Двукратная участница зимних Олимпийских игр — 2006, 2010.
- Двукратный серебряный призёр зимних Универсиад — 2007, 2011;
  - Бронзовый призёр зимней Универсиады 2009.
- Чемпионка мира среди молодёжных команд 2006.

### С клубами
- 5-кратная чемпионка России[5] — 2006, 2011, 2013, 2017, 2023.
  - 8-кратный серебряный призёр чемпионатов России — 2005, 2007, 2008, 2009, 2010, 2012, 2020, 2021.
  - бронзовый призёр чемпионата России 2014.
- Двукратный обладатель Кубка России среди женщин — 2008, 2010;
  - пятикратный серебряный призёр Кубка России среди женщин — 2007, 2011, 2012, 2019, 2020.
  - трёхкратный бронзовый призёр Кубка России среди женщин — 2013, 2022, 2024.
- Обладатель Кубка России среди смешанных команд — 2010;
- Серебряный призёр Кубка России среди смешанных пар — 2019.

## Интересные факты
По данным ВГТРК, Людмила Прививкова вошла в шестёрку красивейших спортсменок зимних Олимпийских игр 2010 года, составленную некими болельщиками.[значимость факта?]

## Фотогалерея
- Л.Прививкова на зимней Олимпиаде-2010
- Сборная России на зимней Олимпиаде 2010. Справа - Л.Прививкова